# Stazione di Comitini Zolfare
La stazione di Comitini Zolfare è un posto di movimento della linea Caltanissetta-Agrigento e serviva il centro abitato di Comitini.

## Storia
Originariamente stazione, venne declassata a posto di movimento. Era una stazione importante per i merci diretti in varie destinazioni dell'entroterra siciliano ed europeo grazie alle numerose miniere di zolfo disseminate nelle zone limitrofe.